# Andrew Charles Elliott

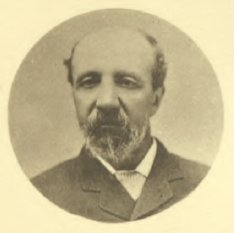
Andrew Charles Elliott

Andrew Charles Elliott (* ca. 1828 in Irland; † 9. April 1889 in San Francisco) war ein kanadischer Politiker, Rechtsanwalt und Richter. Zwei Jahre lang, vom 1. Februar 1876 bis zum 25. Juni 1878, war er Premierminister der Provinz British Columbia.

## Biografie
Über Elliotts Jugend ist nichts Näheres bekannt. Er arbeitete ab 1851 als juristischer Angestellter im Lincoln’s Inn in London, erhielt 1854 die Zulassung als Barrister und war danach im Inner Temple tätig. Mit einem Empfehlungsschreiben von Lord Lytton ging er 1859 nach British Columbia und baute unter Gouverneur James Douglas das Gerichtssystem der damaligen britischen Kolonie auf. Er hatte mehrere Verwaltungsposten wie Goldkommissar und Magistrat inne, gehörte 1865/66 dem ernannten Legislativrat an und war ab 1866 oberster Sheriff der Vereinigten Kolonien von Vancouver Island und British Columbia.
Nach dem Beitritt British Columbias zur Kanadischen Konföderation im Jahr 1871 war Elliott Provinzmagistrat in Lillooet. Im September 1875 wurde er als Abgeordneter des Wahlbezirks Victoria in die Legislativversammlung von British Columbia gewählt und nahm sogleich die Rolle des Oppositionsführers ein (damals existierten noch keine Parteien). Premierminister George Anthony Walkem verlor am 1. Februar 1876 ein Misstrauensvotum und Vizegouverneur Joseph William Trutch ernannte Elliott zum neuen Regierungschef.
Drei Wochen später konnte er bei den Wahlen einen Sieg verbuchen. Die von seinen Vorgängern in Auftrag gegebenen Straßen- und Hafenbauten rissen ein großes Loch in die Provinzkasse. Elliott war gezwungen, die Steuern zu erheben, was zu einem raschen Popularitätsverlust führte. Bei den Wahlen im Mai 1878 verlor er seinen Sitz. Er führte die Amtsgeschäfte noch bis zum 25. Juni weiter und zog sich aus der Politik zurück. Elliott erkrankte schwer; als er 1886 in San Francisco weilte, rieten ihn seine Ärzte, nicht mehr in das raue Klima des Nordens zurückzukehren.